# Saint-Jean-du-Gard
Saint-Jean-du-Gard – miejscowość i gmina we Francji, w regionie Oksytania, w departamencie Gard.
Według danych na rok 1990 gminę zamieszkiwało 2441 osób, a gęstość zaludnienia wynosiła 59 osób/km² (wśród 1545 gmin Langwedocji-Roussillon Saint-Jean-du-Gard plasuje się na 153. miejscu pod względem liczby ludności, natomiast pod względem powierzchni na miejscu 91.).

## Współpraca
Miejscowość partnerska:
- Chaumont-Gistoux, Belgia